# Enochville
Enochville est une census-designated place située dans le comté de Rowan, dans l’État de Caroline du Nord, aux États-Unis. Lors du recensement de 2020, elle comptait 2 893 habitants.